# Османтус разнолистный
Османтус разнолистный (лат. Osmanthus heterophyllus) — невысокий лиственный кустарник семейства Маслиновые (Oleaceae), происходящий из Восточной Азии. Область естественного распространения — Японские острова, Тайвань.

## Ботаническое описание
Кустарник или небольшое деревце от 2 до 8 метров в высоту. Листья до 5 см длиной, пильчатые по краям, молодые листья с розовыми, старые — с кремовыми или бежевыми краями. Плод с косточкой тёмно-фиолетового цвета, яйцевидной формы, размером примерно 1,5×1 см.

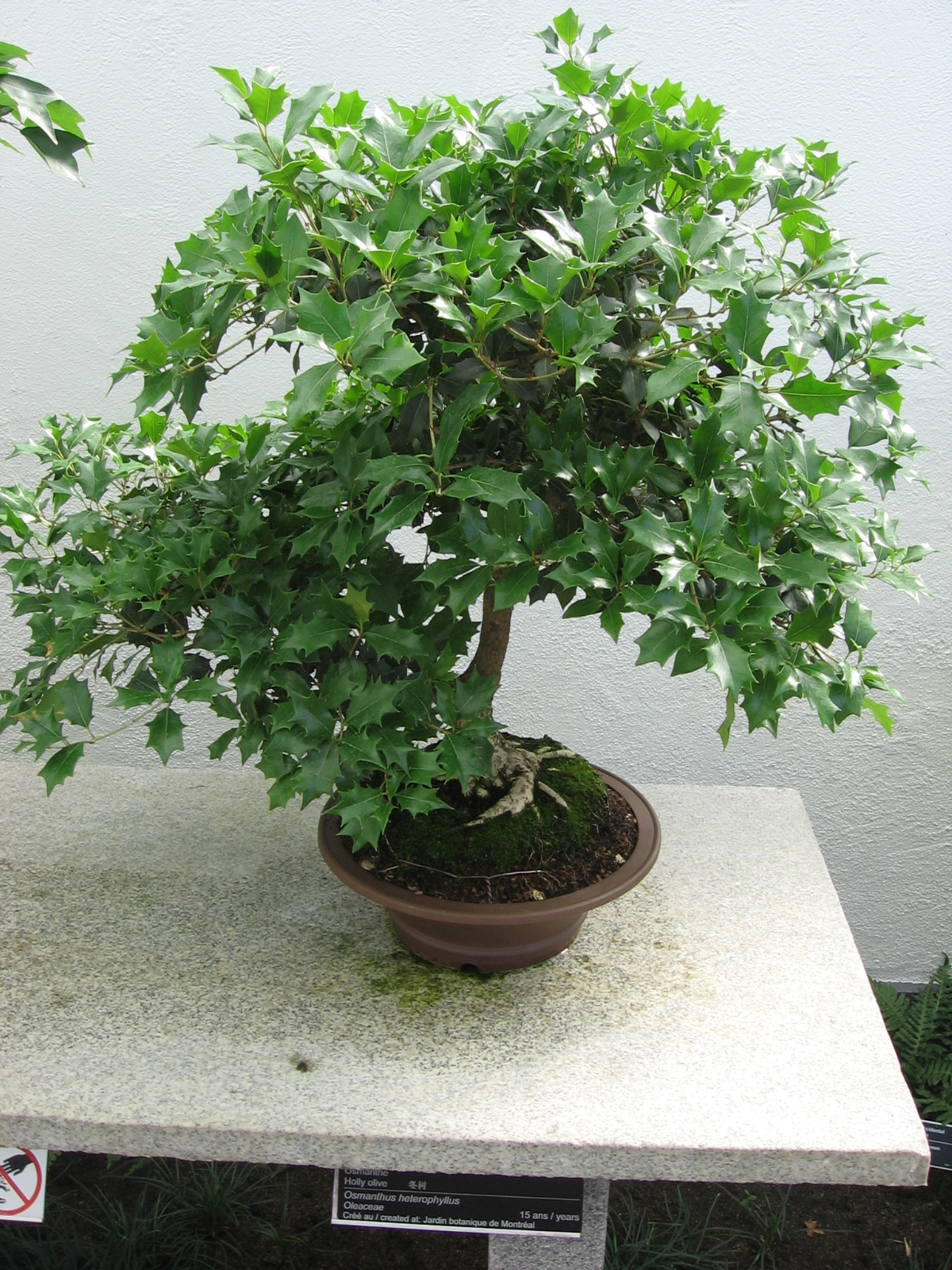
Бонсай в Montreal Botanical Garden

## В культуре
Растение декоративно круглый год, в комнатных условиях цветёт редко.
Температура: 5—13 °C. Необходимы умеренные влажность и освещение, допускается небольшое количество прямых солнечных лучей. Полив должен быть обильным летом, но умеренный зимой, нельзя допускать пересыхания. Подкормку нужно проводить весной и ранним летом раз в 2 недели жидким удобрением. Размножается семенами или полуодревесневшими черенками.